# Berthold I. von Boblas
Berthold I. von Boblas († 1161 vor Mailand) war von 1154 bis 1161 Bischof von Naumburg.

## Leben
Berthold entstammt einem edelfreien Geschlecht im nördlichen Thüringen, das sich nach Boblas nannte. Von 1133 bis 1135 ist er als Domdechant in Naumburg nachweisbar, 1137 begleitet er Wichmann von Seeburg als Dompropst an den Hof Konrad III. nach Altenburg. Nachdem Wichmann zum Erzbischof aufsteigt, übernimmt er von diesem den Bischofsstuhl in Naumburg und wird vor dem 19. September 1154 in sein Amt ordiniert. Als Bischof gewährt er Salzhändlern aus Halle Zollfreiheit in Zeitz, schenkt dem Naumburger Domkapitel die Fähre über die Saale, der Naumburger Kirche 1161 acht Hufen in Plotha und kümmert sich um die Besetzungsfragen seiner Kirche.
1157 nimmt er am erzbischöflichen Generalkonzil in Merseburg teil, bestätigt dem Kloster Bosau zurückerworbene Güter, dem Kloster Heusdorf eine Schenkung, schlichtet 1159 Streit zwischen dem Kapitel des Doms Meißen und der Kirche in Schmölln, über einige Hufen Land im Gau Daleminza. In Reichsfragen die Linie der Staufer vertretend, begleitet er den Kaiser beim Zug über die Alpen, weilt im Heerlager bei Mailand, beteiligt sich 1160 in Erfurt an der Versammlung deutscher Reichsfürsten und folgt einem Ruf des Kaisers in die Lombardei, wo er zwischen Mai und August 1161 vor Mailand verstirbt. Abbildungen befinden sich aus dem 13. Jahrhundert im Naumburger Dom, am so genannten Priesterfenster. Ebenfalls sind zwei Brakteaten aus dem Bardewicker Münzfund bekannt, wobei ihn eine Münze im Profil mit Mitra zeigt.